# گورستان حاجی غلامی
قبرستان حاجی غلامی مربوط به مفرغ است و در شهرستان گیلانغرب، بخش مرکزی، دهستان گورسفید، ۱ کم شمال شرقی روستای حاجی غلامی واقع شده و این اثر در تاریخ ۲۶ اسفند ۱۳۸۷ با شمارهٔ ثبت ۲۵۴۰۸ به‌عنوان یکی از آثار ملی ایران به ثبت رسیده است.